# Coenobita olivieri
Coenobita olivieri är en kräftdjursart som beskrevs av Richard Owen 1839. Coenobita olivieri ingår i släktet Coenobita och familjen Coenobitidae. Inga underarter finns listade i Catalogue of Life.